# Wilgelm Vitgeft
Wilgelm Karlovich Vitgeft (Вильгельм Карлович Витгефт; Odessa, 14 de outubro de 1847 – Mar Amarelo, 10 de agosto de 1904) foi um almirante da Marinha Imperial Russa.

## Biografia
Vitgeft nasceu em Odessa, era de ascendência alemã. Em 1868, entrou para o Corpo de Cadetes do Mar. Em 1870, foi promovido a sargento e em 1873, a tenente. Em 1885, assumiu o comando da canhoneira Groza. Em 1899, foi promovido a Almirante e transferido para a Esquadra do Pacífico.

## Morte
Em 10 de agosto de 1904, a bordo do Tsesarevich, Vitgeft decidiu furar o bloqueio japonês em Port Arthur, mas os japoneses avistaram os russos atacando a sua frota. O Tsesarevich foi atingido na ponte de comando matando Vitgeft.